# Deridea curculionides
Deridea curculionides là một loài bọ cánh cứng trong họ Meloidae. Loài này được Westwood miêu tả khoa học năm 1875.